# HC Erlangen
Der Handballclub Erlangen e. V. (kurz: Handballclub Erlangen, HC Erlangen oder HCE) ist ein deutscher Handballverein aus Erlangen in der Metropolregion Nürnberg. Er entstand 2001 aus der Fusion der Handballabteilungen der CSG und der HG Erlangen.

## Geschichte
Bereits in den 1950er und 1960er Jahren war Mittelfranken eine Hochburg im Großfeldhandball. Die beiden Erlanger Clubs TV48 und TB 88 spielten in der bayrischen Spitze mit. 1970 zog der Turnerbund in das Endspiel um die süddeutsche Meisterschaft ein.
Im Juni 1983 fusionierten die Handballabteilungen des TV 48 Erlangen und TB 88 Erlangen zur HG Erlangen (Handballgemeinschaft). Ziel dieses Zusammenschlusses war es, die Finanzen zu bündeln und die zweite Handballbundesliga zu erreichen. Die B-Jugend der CSG Erlangen (Christliche Sportgemeinschaft) holte den Deutschen Jugend-Meistertitel und ein Jahr später mit der Jugend A den Meistertitel. Im Jahr 1989 stieg die CSG in die zweite Bundesliga Süd auf. Sieben Jahre später folgte die HG.
Bis Anfang der 2000er Jahre spielten beide Vereine in der zweithöchsten Spielklasse, bis große finanzielle Probleme auftraten. Man versuchte im Jahr 2001 den Handball durch die Fusion von HG und CSG zum heutigen HC Erlangen zu retten. Dies gelang zunächst weder sportlich noch wirtschaftlich. Erst 2008 gelang mit späteren Nationalspielern wie Weinhold und Szücs der Wiederaufstieg in die 2. Bundesliga. Die Altlasten ließen jedoch die finanziellen Probleme wieder aufleben.
Im Herbst 2010 übernahm kurz vor der Insolvenz eine Gruppe von Geschäftsleuten um den Erlanger Rechtsanwalt Carsten Bissel die Führung des HC Erlangen. 2014 stieg der Verein in die Erste Liga auf und zog in die Arena Nürnberger Versicherung (seit 2025 PSD Bank Nürnberg Arena). 2015 stieg der Verein ab, allerdings folgte der direkte Wiederaufstieg.
Mit Rang 9 in der Saison 2016/17 ist der HC Erlangen der bestplatzierte Aufsteiger des letzten Jahrzehnts. In der Saison 2019/20 sahen durchschnittlich 5.033 Zuschauer die Heimspiele des HC Erlangen, damit lag man auf dem siebten Platz im Zuschauerranking der Handball-Bundesliga. Vier Jahre später durchbrach der Verein die 6000er Marke. In der Saison 2024/25 besuchten dann im Schnitt 6303 Zuschauer die Heimspiele, womit der HCE auf Rang 6 der Zuschauerrangliste landete.
In der Saison 2021/22 erreichte die  Mannschaft des HC Erlangen erstmalig das Final-Four-Turnier im DHB-Pokal. In der Hamburger Barclays Arena unterlag man vor 12.800 Zuschauern dem SC Magdeburg mit 30:22. Dennoch gilt das Abschneiden im Pokal neben den Aufstiegen in die 1. Bundesliga sowie der Etablierung im Oberhaus des Deutschen Handballs als sportlich größter Erfolg des HC Erlangen. Nicht nur durch die jüngsten Erfolge entwickelte sich die Mannschaft um Trainer Raúl Alonso von einem abstiegsgefährdeten Verein zu einem etablierten Klub. Der sportliche Fortschritt machte sich parallel auch bei individuellen Akteuren bemerkbar, wie bei Christoph Steinert oder Antonio Metzner, welche beim HC Erlangen zu Nationalspielern wurden.
Das U23-Team stieg in der Saison 2016/17 in die dritthöchste Spielklasse auf und bildet damit den Unterbau für den Profibereich. Die männliche A-Jugend errang in der Saison 2024/25 erstmals die Deutsche Meisterschaft, nachdem dies der A-Jugend der CSG Erlangen 41 jahre zuvor geglückt war.

## Kader für die Saison 2025/26
| Kader Saison 2025/26 | Kader Saison 2025/26            | Kader Saison 2025/26 | Kader Saison 2025/26 | Kader Saison 2025/26 | Kader Saison 2025/26 |
| Nr.                  | Nat.                            | Spieler              | Pos.                 | Geburtstag           | Größe                |
| Außen                | Außen                           | Außen                | Außen                | Außen                | Außen                |
| -------------------- | ------------------------------- | -------------------- | -------------------- | -------------------- | -------------------- |
| 21                   | Deutschland                     | Christopher Bissel   | LA                   | 03.09.1995           | 1,85                 |
| 7                    | Deutschland                     | Yannik Bialowas      | LA                   | 21.08.2001           | 1,90                 |
| 67                   | Schweden                        | Hampus Olsson        | RA                   | 26.08.1994           | 1,87                 |
| 95                   | Deutschland                     | Tim Gömmel           | RA                   | 24.03.2005           | 1,90                 |
| Kreis                |                                 |                      |                      |                      |                      |
| 10                   | Deutschland                     | Florian Scheerer     | KM                   | 27.01.2004           | 1,95                 |
| 18                   | Deutschland                     | Sebastian Firnhaber  | KM                   | 18.04.1994           | 2,00                 |
| 25                   | Deutschland                     | Lukas Frank          | KM                   | 10.09.2007           | 1,98                 |
| 77                   | Polen                           | Maciej Gębala        | KM                   | 10.01.1994           | 2,00                 |
| Rückraum             |                                 |                      |                      |                      |                      |
| 3                    | Deutschland                     | Lars Genz            | RL                   | 26.12.2006           | 1,87                 |
| 4                    | Island                          | Andri Már Rúnarsson  | RM                   | 21.08.2002           | 1,85                 |
| 5                    | Bosnien und Herzegowina Serbien | Miloš Kos            | RL                   | 01.08.2002           | 1,92                 |
| 6                    | Deutschland                     | Marek Nissen         | RL                   | 28.01.2001           | 1,94                 |
| 8                    | Norwegen                        | Sander Øverjordet    | RM                   | 08.04.1996           | 1,97                 |
| 27                   | Deutschland                     | Antonio Metzner      | RR                   | 27.06.1996           | 2,07                 |
| 44                   | Deutschland                     | Christoph Steinert   | RR                   | 18.01.1990           | 1,96                 |
| 73                   | Island                          | Viggó Kristjánsson   | RR                   | 09.12.1993           | 1,90                 |
| 85                   | Deutschland                     | David Sehnke         | RM                   | 07.06.2005           | 1,89                 |
| Tor                  |                                 |                      |                      |                      |                      |
| 1                    | Deutschland                     | Dario Quenstedt      | TW                   | 22.09.1989           | 1,93                 |
| 16                   | Deutschland                     | Dorian Knezevic      | TW                   | 09.02.2007           | 1,987                |
| 96                   | Algerien                        | Khalifa Ghedbane     | TW                   | 26.11.1996           | 2,00                 |

| Nat.        | Name            | Pos.       | Geburtstag |
| ----------- | --------------- | ---------- | ---------- |
| Deutschland | Johannes Sellin | Trainer    | 31.12.1990 |
| Deutschland | Thomas Hankel   | Co-Trainer | 22.04.1974 |

### Transfers zur Saison 2025/26
| Zugänge              | Zugänge             | Zugänge           |
| Nation               | Name                | abgebender Verein |
| -------------------- | ------------------- | ----------------- |
| Island               | Andri Már Rúnarsson | SC DHfK Leipzig   |
| Deutschland          | Lars Genz           | eigene Jugend     |
| Stand: 17. Juli 2025 |                     |                   |

| Abgänge              | Abgänge       | Abgänge              |
| Nation               | Name          | aufnehmender Verein  |
| -------------------- | ------------- | -------------------- |
| Slowenien            | Marko Bezjak  | Karriereende         |
| Osterreich           | Tobias Wagner | Limoges Handball     |
| Deutschland          | Nikolai Link  | Karriereende         |
| Deutschland          | Nico Büdel    | TSG Offenbach-Bürgel |
| Deutschland          | Justin Kurch  | ThSV Eisenach        |
| Stand: 17. Juli 2025 |               |                      |

## Bekannte ehemalige Spieler
Siehe auch: Liste der Wikipedia-Artikel zu HC-Spielern
| - Steffen Fäth - Oleg Gagin - Martin Ziemer - Petter Øverby - Sebastian Preiß | - Christian Rose - Igor Sasankow - Johannes Sellin | - Steffen Weinhold (bis 2007) - Csaba Szücs (2002 bis 2008) - Wjatscheslaw Gorpischin (1995 bis 2000) |

### Nachwuchs
A-Jugend (männlich)
- Bundesligist 2011/12, 2012/13, 2013/14, 2020/21, 2021/22, 2022/23, 2023/24 (Halbfinale), 2024/25 (Meister)[10]

A-Jugend (weiblich)
- Bundesligist 2021/22, 2022/23, 2023/24, 2024/25

B-Jugend (weiblich)
- Bundesligist 2024/25 (Meister)[11]